# Comunitatea Wikipedia
Comunitatea Wikipedia, cunoscută colectiv și individual sub numele de wikipediști, este o comunitate online de voluntari care creează și menține Wikipedia, o enciclopedie online. Din august 2012, cuvântul „Wikipedian” a devenit o intrare în Dicționarul Oxford.
Wikipediștii se pot considera parte a mișcării Wikimedia, o rețea globală de voluntari care contribuie la Wikipedia și alte proiecte conexe găzduite de Fundația Wikimedia.

## Demografie
În aprilie 2008, scriitorul și lectorul Clay Shirky⁠(d) și informaticianul Martin Wattenberg⁠(d) au estimat timpul total petrecut la crearea Wikipediei la aproximativ 100 de milioane de ore. Din august 2023, există aproximativ 109 de milioane de conturi de utilizatori înregistrați în toate edițiile de limbă, dintre care aproximativ 280.000 sunt „active” (adică au făcut cel puțin o editare în ultimele treizeci de zile).

Datele demografice ale editorilor Wikipedia (2008)

Un studiu publicat în 2010 a constatat că baza de contributori la Wikipedia „era formată din doar 13% femei; vârsta medie a unui contributor era între 20 și 30 de ani”. Un studiu din 2011 realizat de cercetători de la Universitatea din Minnesota a constatat că femeile reprezentau 16,1% din cei 38.497 de editori care au început să editeze Wikipedia în timpul anului 2009. Într-un articol din New York Times din ianuarie 2011, Noam Cohen⁠(d) a observat că 13% din contributorii Wikipedia sunt femei, conform unui sondaj al Fundației Wikimedia din 2008. Sue Gardner⁠(d), fost director executiv al Fundației Wikimedia, spera să vadă o creștere a contribuțiilor femeilor la 25% până în 2015. Linda Basch, președinta Consiliului Național pentru Cercetarea Femeilor, a remarcat contrastul dintre aceste statistici ale editorilor Wikipedia și procentul de femei care finalizează în prezent programe de licență, master și doctorat în Statele Unite (toate cu rate de 50% sau mai mult).
Ca răspuns la această subreprezentare a femeilor, diferite universități au găzduit edit-a-thonuri pentru a încuraja mai multe femei să participe la comunitatea Wikipedia. În toamna anului 2013, 15 colegii și universități - inclusiv Yale, Brown și Penn State - au oferit credite universitare studenților pentru a „scrie despre gândirea feministă” în domeniul tehnologiei pe Wikipedia. Un sondaj auto-selectat din 2008 privind diversitatea contributorilor în funcție de cea mai înaltă diplomă obținută a indicat faptul că 62% dintre editorii Wikipedia respondenți aveau studii liceale sau o diplomă de licență.
În august 2014, cofondatorul Wikipedia Jimmy Wales a declarat într-un interviu pentru BBC că Fundația Wikimedia își „dublează cu adevărat eforturile” pentru a ajunge la 25% editori femei (țintă inițială pentru 2015), deoarece Fundația a „eșuat complet” până acum. Wales a spus că „trebuie să se întâmple multe lucruri ... multă informare, multe schimbări de software”. Andrew Lih⁠(d), scriind în The New York Times, a fost citat de Bloomberg News în decembrie 2016 că susține comentariile lui Wales cu privire la deficiențele programelor de atragere a femeilor editor pe Wikipedia. Lih își exprimă îngrijorarea cu privire la întrebare, indicând: „Cum poți face oamenii să participe într-un mediu [de editare] care se simte nesigur, unde identificarea ca femeie, ca feministă, te-ar putea expune la un comportament urât și intimidant”?
Conform unui sondaj reprezentativ realizat în octombrie 2023 de YouGov⁠(d) pe 1.000 de adulți din SUA, 7% dintre respondenți au editat vreodată Wikipedia, 20% s-au gândit să o facă dar nu au editat niciodată, 55% nu s-au gândit niciodată să editeze Wikipedia și nici nu au făcut-o vreodată, iar 17% nu au vizitat niciodată Wikipedia.

## Motivația

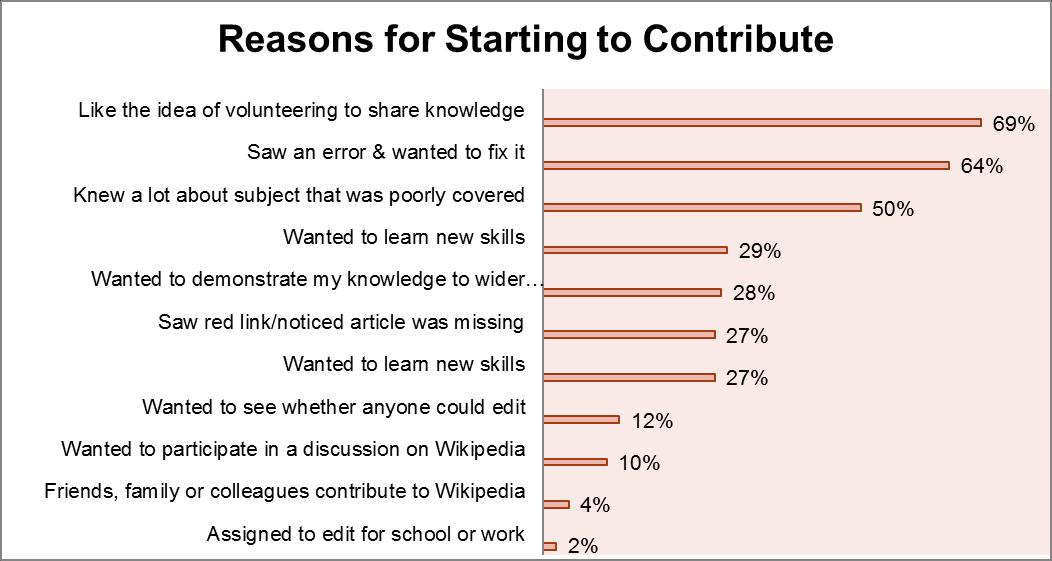
Datele din sondajul editorilor din aprilie 2011 arată principalele motive raportate pentru care au început să contribuie.

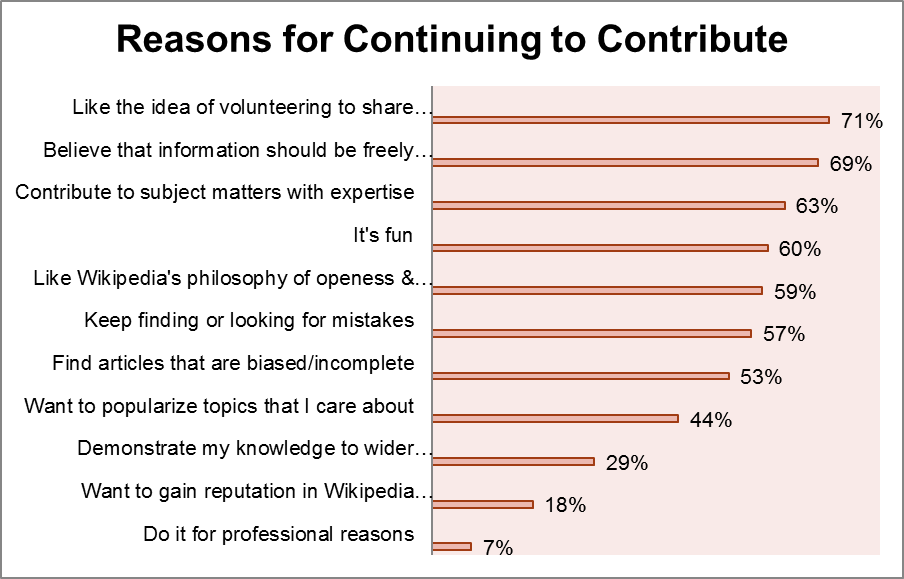
Datele din sondajul editorilor din aprilie 2011 arată principalele motive raportate pentru a continua să contribuie.

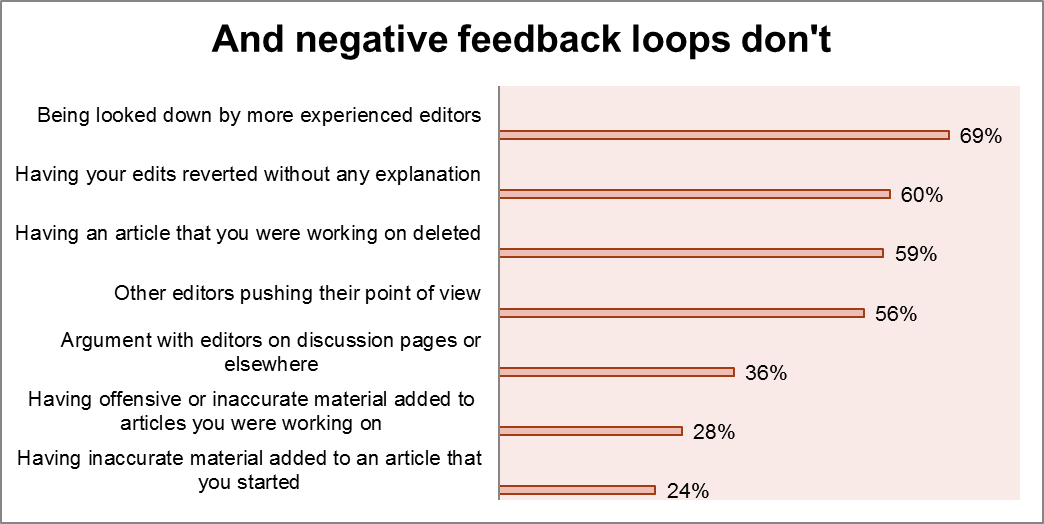
Datele din sondajul editorilor din aprilie 2011 arată principalele experiențe raportate care îi fac pe editori mai puțin dispuși să editeze.

Un studiu din 2003 asupra Wikipediei ca o comunitate, realizat de doctoranda în economie Andrea Ciffolilli, a argumentat că costurile scăzute de participare asociate cu software-ul wiki creează un catalizator pentru dezvoltarea colaborativă, iar o abordare bazată pe „construcție creativă” încurajează participarea. Un articol scris de Andrea Forte și Amy Bruckman⁠(d) în 2005, intitulat „De ce scriu oamenii pentru Wikipedia? Motivații pentru a contribui la publicarea conținutului deschis”, a discutat despre posibilele motivații ale contributorilor Wikipedia. Acesta a aplicat conceptul ciclului recunoașterii dezvoltat de Latour și Woolgar la contributorii Wikipedia, sugerând că oamenii scriu pentru Wikipedia pentru a obține recunoaștere din partea comunității.
Oded Nov, în lucrarea sa din 2007 „Ce îi motivează pe Wikipediști”, a corelat motivațiile voluntarilor în general cu motivațiile oamenilor care contribuie la Wikipedia. Nov a realizat un sondaj folosind cele șase tipuri de motivații ale voluntarilor, identificate într-o lucrare anterioară. Cele șase tipuri de motivații pe care le-a folosit au fost:
- Valori – exprimarea unor valori legate de altruism și ajutorarea altora
- Sociale – implicarea cu prietenii, participarea la activități privite favorabil de alții
- Înțelegere – dobândirea cunoștințelor prin intermediul activităților
- Carieră – acumularea experienței profesionale și a abilităților
- De protecție – de ex., reducerea vinovăției pentru privilegiul personal
- De îmbunătățire – demonstrarea cunoștințelor altora

Pe lângă aceste șase tipuri de motivație, el a adăugat și:
- Ideologie – exprimarea sprijinului pentru ceea ce este perceput ca fiind ideologia care stă la baza activității (de ex., credința că informația ar trebui să fie gratuită)
- Distracție – plăcerea de a desfășura activitatea

Sondajul a constatat că cele mai frecvent indicate motive au fost „distracția”, „ideologia” și „valorile”, în timp ce cele mai puțin indicate motive au fost „cariera”, „motivele sociale” și „motivele de protecție”.
Fundația Wikimedia a realizat sondaje asupra contributorilor și utilizatorilor Wikipedia. În 2008, Fundația Wikimedia, împreună cu Grupul pentru Creativitate Colaborativă de la UNU-Merit⁠(d), a lansat un sondaj adresat cititorilor și editorilor Wikipedia. Rezultatele sondajului au fost publicate doi ani mai târziu, pe 24 martie 2010. Începând cu 2011, Fundația Wikimedia a demarat un proces de realizare bianuală a unor sondaje pentru a înțelege mai bine editorii Wikipedia și a răspunde mai bine nevoilor lor.
Un articol intitulat „Motivațiile contributorilor de conținut la Wikipedia”, scris de Heng-Li Yang și Cheng-Yu Lai, emite ipoteza că, deoarece contribuția la Wikipedia este voluntară, plăcerea participării ar fi cel mai important factor motivator pentru un individ. Cu toate acestea, studiul lor a arătat că, deși oamenii pot începe inițial să editeze Wikipedia din plăcere, motivația cea mai probabilă pentru a continua participarea este legată de autopercepție, precum „Îmi place să împărtășesc cunoștințe, ceea ce îmi oferă un sentiment de realizare personală.”
Un alt studiu realizat în 2014 de Cheng-Yu Lai și Heng-Li Yang a explorat motivele pentru care oamenii continuă să editeze conținutul Wikipedia. Studiul a vizat autori ai versiunii în limba engleză a site-ului și a primit 288 de răspunsuri valide la sondajul online. Rezultatele lor au indicat și confirmat că valoarea subiectivă a sarcinii, implicarea și corectitudinea procedurală afectau satisfacția wikipediștilor, iar satisfacția influența intenția continuă a unui autor de a edita conținut pe Wikipedia.
Editorii Wikipedia oferă adesea mărturii personale despre motivele pentru care contribuie la platformă. O temă recurentă în aceste mărturii este plăcerea pe care o găsesc editorii din a contribui la Wikipedia și din a face parte din comunitate. Se menționează și potențialul dependenței de editarea Wikipedia. Gina Trapani⁠(d) de la Lifehacker a spus: "se pare că editarea unui articol nu e deloc înspăimântătoare. E ușor, surprinzător de satisfăcător și poate deveni obsesiv de captivantă." Chiar și Jimmy Wales a comentat despre natura dependenței față de Wikipedia, spunând: "Principalul lucru despre Wikipedia... e că e distractivă și te captivează." Uneori, wikipediștii își oferă reciproc "stele de aur" („barnstars⁠(d)”) pentru munca bună. Aceste simboluri personalizate de apreciere dezvăluie o gamă largă de activități valoroase care depășesc simpla editare, incluzând sprijin social, acțiuni administrative și tipuri de muncă de articulare. Fenomenul "barnstar" a fost analizat de cercetători pentru a determina implicațiile pe care le-ar putea avea asupra altor comunități implicate în colaborări. Din 2012, interfața de administrare a paginilor Wikipedia include o filă care oferă editorilor opțiunea "Wikilove" pentru a oferi stele de aur și alte asemenea premii altor editori "ca recompensă pentru munca atentă de administrare a paginii". Wikilove a fost descris ca "un mecanism imaterial de recompensare P2P" care înlocuiește un sistem formal de apreciere a reputației pe site.

## Mass-media
Wikipedia a dat naștere unei serii de publicații de știri ale comunității. Un newsletter online, The Signpost, este publicat din 10 ianuarie 2005. Desenatorul profesionist de benzi desenate Greg Williams a creat un webcomic numit WikiWorld care a apărut în The Signpost din 2006 până în 2008.
De asemenea, a existat un podcast numit Wikipedia Weekly⁠(d) activ din 2006 până în 2009, iar o serie de conferințe telefonice intitulate „Nu chiar Wikipedia Weekly” a funcționat din 2008 până în 2009.

## Socializarea
Există activități offline organizate de către Fundația Wikimedia sau de comunitatea Wikipedia.

### Wikimania

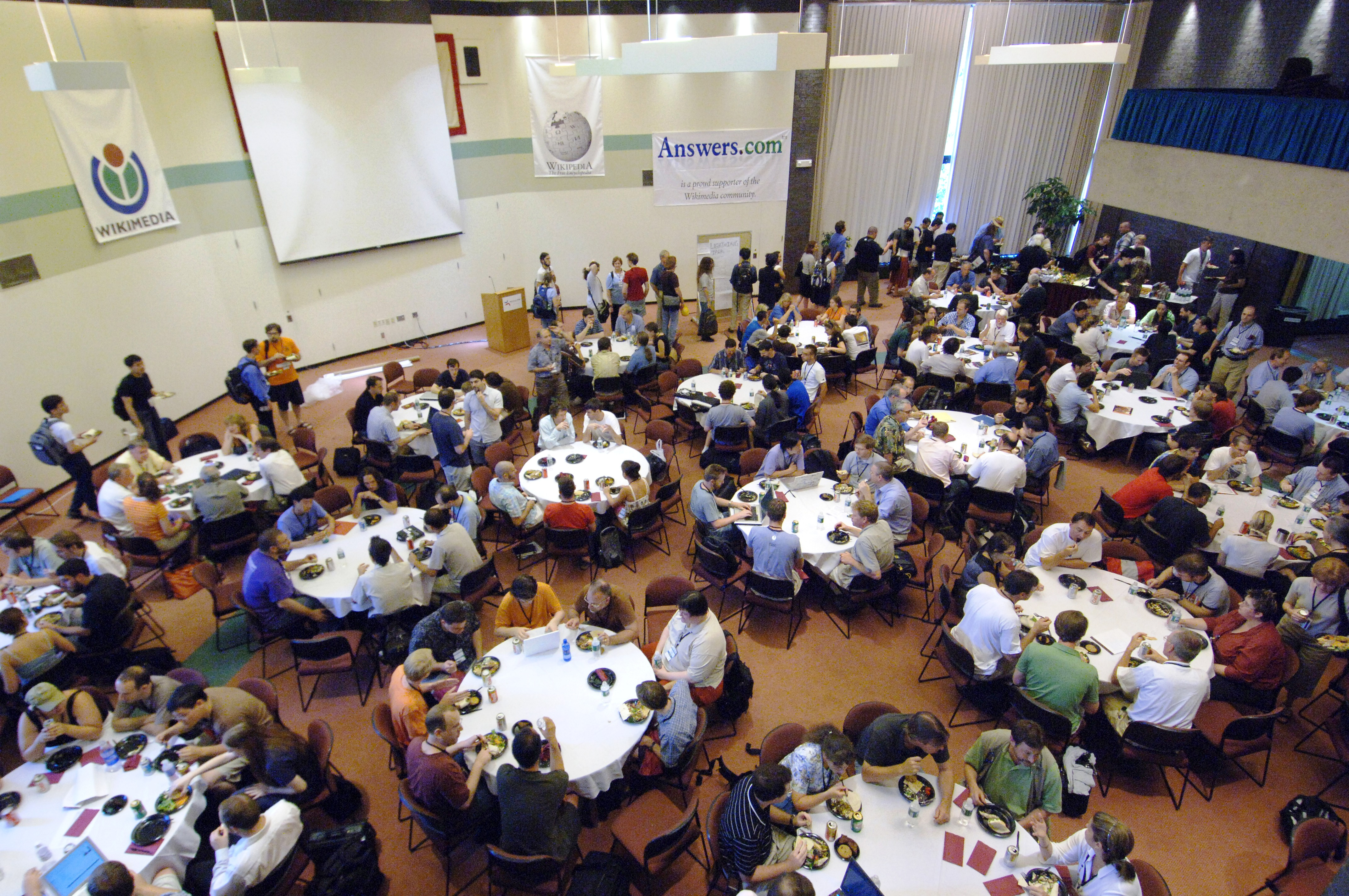
Wikimania, o conferință anuală pentru utilizatorii Wikipediei și ai altor proiecte operate de Fundația Wikimedia.

Wikimania este o conferință internațională anuală dedicată utilizatorilor proiectelor wiki operate de Fundația Wikimedia (precum Wikipedia și alte proiecte similare). Subiectele prezentărilor și discuțiilor includ proiectele Fundației Wikimedia, alte platforme wiki, software open-source, cunoștințele și conținutul liber, precum și aspectele sociale și tehnice conexe acestor domenii.

### Wiknics

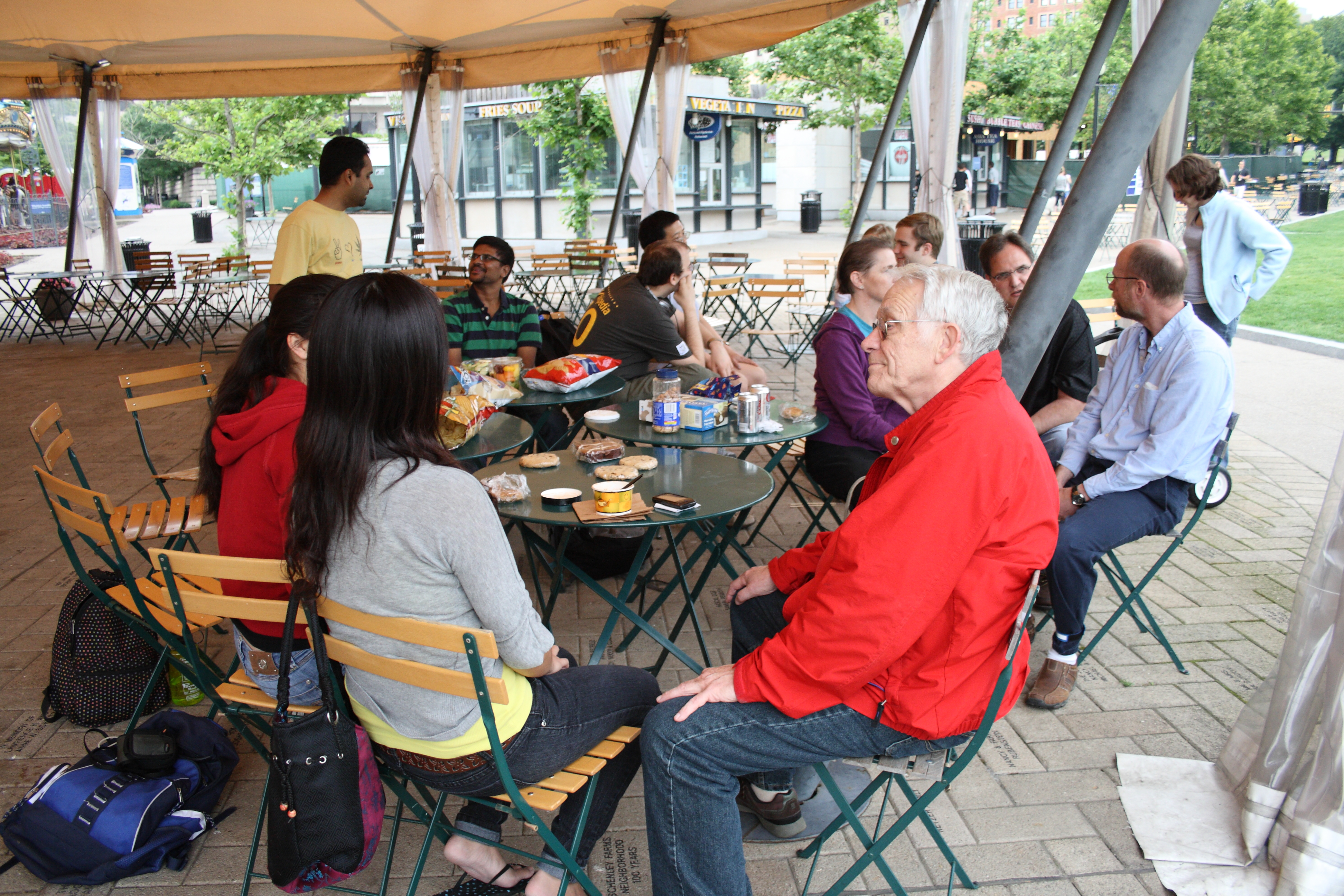
Wiknic 2011 în Pittsburgh

Pe timpul verii, în unele orașe din Statele Unite ale Americii avea loc o întâlnire socială anuală numită „Marele Picnic American Wikipedia”. Scopul acestui picnic era ca wikipediștii să aducă mâncare și să socializeze.
De asemenea, se organizează anual și o Conferință Wiki în America de Nord.

## Critică
Incidentul Seigenthaler și Essjay au atras critici asupra fiabilității și utilității Wikipediei ca referință. Reclamațiile legate de comunitate includ efectele anonimatului utilizatorilor, atitudinea față de noii veniți, abuzul de privilegii de către administratori, prejudecățile din structura socială a comunității (în special prejudecata de gen lipsa contributoarelor femei) și rolul cofondatorului proiectului Jimmy Wales, în cadrul comunității. O controversă anume legată de contribuitorii plătiți la Wikipedia a determinat Fundația Wikimedia să trimită o scrisoare de încetare a activității agenției Wiki-PR.
Co-fondatorul Wikipedia, Larry Sanger (care mai târziu a fondat proiectul concurent Citizendium⁠(d)), a caracterizat comunitatea Wikipedia în 2007 drept ineficientă și abuzivă, declarând: "Comunitatea nu își aplică propriile reguli în mod eficient sau consecvent. Drept urmare, atât administratorii, cât și participanții obișnuiți pot acționa abuziv, în esență, fără nicio problemă, ceea ce generează un ciclu infinit de abuzuri." Oliver Kamm⁠(d) de la The Times și-a exprimat scepticismul cu privire la dependența Wikipedia de consens în formarea conținutului: "Wikipedia nu caută adevărul, ci consensul, iar ca o ședință politică interminabilă, rezultatul final va fi dominat de vocile cele mai puternice și mai persistente."

## Recunoaștere

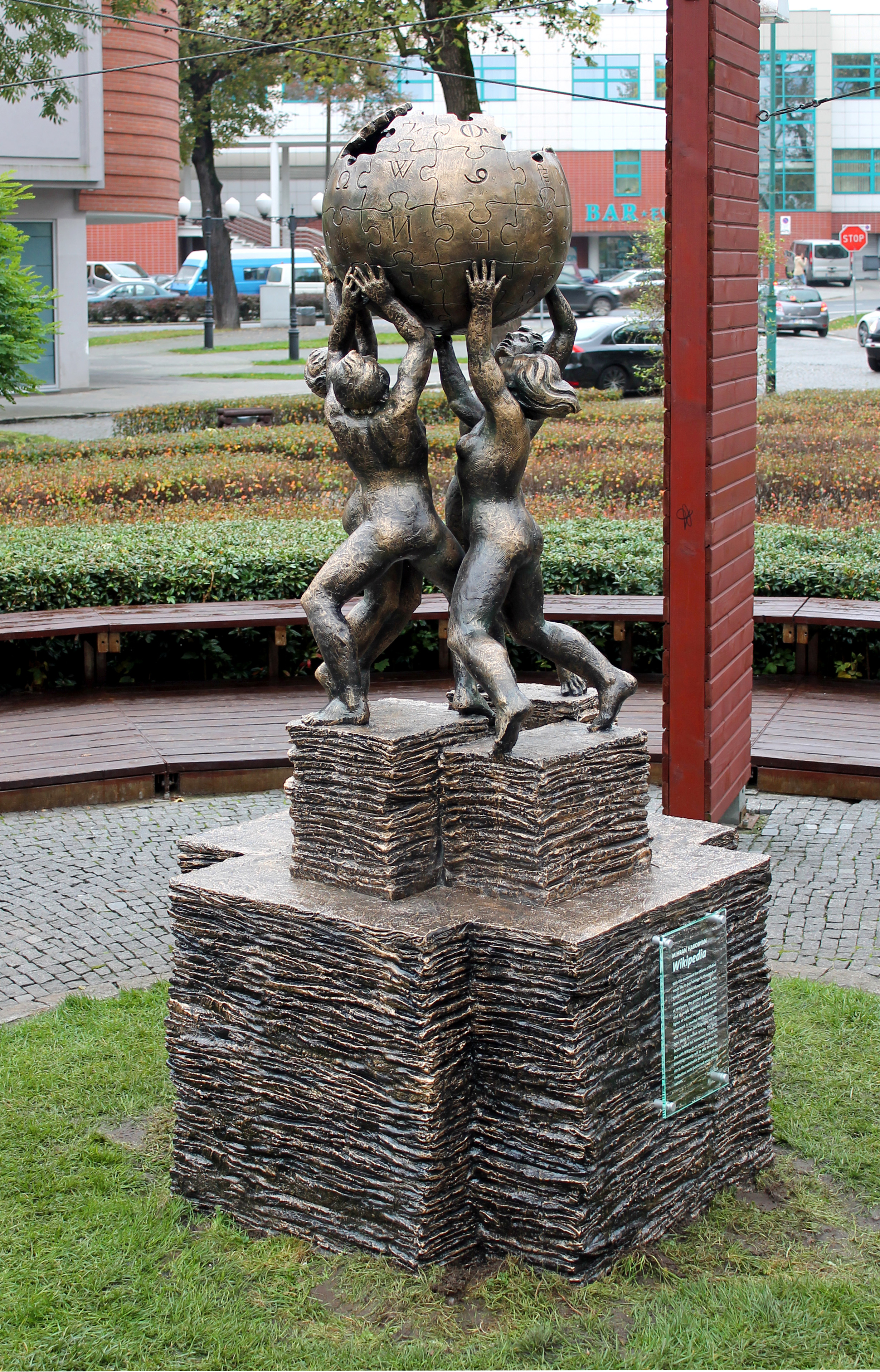
Monumentul Wikipedia, de (2014), în Słubice, Polonia

În onoarea comunității Wikipedia, în Słubice, Polonia, a fost ridicat în 2014 un Monument al Wikipediei realizat de sculptorul Mihran Hakobyan⁠(d).
Comunității Wikipedia i s-a acordat Premiul Erasmus 2015 pentru "[promovarea] diseminării cunoștințelor printr-o enciclopedie cuprinzătoare și accesibilă universal. Pentru a realiza acest lucru, inițiatorii Wikipedia au conceput o platformă democratică nouă și eficientă. Premiul recunoaște în mod special Wikipedia ca o comunitate - un proiect comun care implică zeci de mii de voluntari din întreaga lume."